# August Friedrich von Itzenplitz
August Friedrich von Itzenplitz (* April 1693; † 25. September 1759 in Stettin) war preußischer Generalleutnant und Ritter des Schwarzen Adlerordens. Er war Erbherr auf Hönnepel, Ober- und Nieder-Mörmter im Herzogtum Kleve und auf Gut Jerchel in der Altmark.

## Leben

### Herkunft
Seine Eltern waren Balthasar Friedrich von Itzenplitz und dessen erster Frau Katharina Sophie von Itzenplitz auf Grieben und Jerchel. Der preußische Generalmajor Joachim Christian Friedrich von Itzenplitz war sein jüngerer Halbbruder.

### Werdegang
Im Jahre 1709 trat er als Gemeiner in das „Regiment Varenne zu Fuß“ (Nr. 12) ein. Mit ihm kämpfte er im spanischen Erbfolgekrieg. Er war im Juli 1709 bei der Eroberung von Dornick dabei und am 21. September 1709 bei der Schlacht von Malplaquet. Bis zum Frieden von Utrecht 1713 hatte er noch einige Möglichkeiten sich auszuzeichnen. 1715 wurde er Fähnrich und nahm am Pommernfeldzug 1715/1716 teil. 1717 avancierte er zum Secondeleutnant und 1720 zum Premierleutnant. Er wurde 1724 Hauptmann und Kompaniechef im Infanterieregiment „Graf Dönhoff“ (Nr. 13). Der König schickte ihn nun auf Werbung im Ausland, so kam er durch das Reich, in die Schweiz, Österreich, Ungarn und Italien. Er wurde am 21. Februar 1737 Major. Im Jahre 1739 wurde er in das „Regiment Borck zu Fuß“ (Nr. 29) versetzt. Bei der Musterung des Regiments durch Friedrich Wilhelm I. fiel seine Kompanie auf. Der König schenkte ihm 3000 Taler und gab ihm nach und nach die Prälatur von Cammin – die er wieder verkaufte – sowie zwei Mal 500 Taler. Im ersten schlesischen Krieg war er in der Schlacht bei Mollwitz dabei und wurde am 1. Mai 1741 Oberstleutnant. Am 17. Mai 1742 in der Schlacht bei Chotusitz traf ihn eine Kugel, welche ihm die Tabakdose zerschmetterte. Am 24. Januar 1745 wurde er Oberst und am 4. Juni 1745 war er in der Schlacht bei Hohenfriedberg. Nach der Schlacht wurde er Kommandeur des „Regiments Hacke zu Fuß“ (Nr. 1) und erhielt im Juli den Pour le Mérite. 1748 wurde er Mitglied der Berliner Serviskommission. Am 5. Dezember 1750 wurde er zum Generalmajor ernannt und bekam am 3. November 1751 das „Regiment Schwerin zu Fuß“ (Nr. 13). In der Schlacht von Lobositz am 1. Oktober 1756 kommandierte er eine Brigade aus den Regimentern zu Fuß „Schwerin“ und „Manteuffel“ (Nr. 17). Bei der anschließenden Belagerung von Prag kämpfte er unter dem Kommando von James Keith und deckte den Rückzug der Preußen aus Böhmen nach Schlesien. In der Schlacht bei Roßbach führte er wieder eine Brigade, mit der er 5 Geschütze erobern konnte. Als die Armee des Königs nach Schlesien ging, kam Itzenplitz wieder unter das Kommando von Keith in Sachsen. Er führte hier mehrere Aktionen durch, so das Verbrennen der Brücke von Leitmeritz. Am 23. Januar 1758 wurde er zum Generalleutnant ernannt und kam zur Armee des Prinzen Heinrichs. Als sich dessen Armee mit der des Königs vereinigte, blieb Itzenplitz mit einem Corps von 12.000 Mann bei Dresden. Er hatte den Auftrag, Sachsen gegen die Österreicher und die Reichsarmee zu decken. Das war so erfolgreich, dass er dafür den Schwarzen Adlerorden erhielt. 1759 rückte er gegen die Reichsarmee in Bamberg vor und kehrte mit viel Beute und Gefangenen zurück. Am 12. August 1759 kommandierte er den rechten Flügel der Armee bei Kunersdorf – dort wurde er gleich zu Anfang verletzt – er bekam einen Streifschuss über den Kopf, als sein Pferd erschossen wurde, wurde sein Fuß gequetscht, danach bekam er noch einen Schuss in die linke Schulter und letztlich einen in die rechte Hand. Er kommandierte zunächst mit dem Säbel in der linken Hand, bis er durch den Blutverlust geschwächt vom Pferd sackte und verbunden wurde. Er blieb am Verbandsplatz bis sich die preußische Armee zurückziehen musste. Er kam über Küstrin nach Stettin, wo er am 25. September 1759 starb.
Sein Name wurde 1851 auf einer der Ehrentafeln am Reiterstandbild Friedrichs des Großen verewigt.

### Familie
Er war seit dem 5. September 1739 mit Charlotte Sophia von Viereck († 1770) verheiratet. Sie war die Tochter des Finanzministers Adam Otto von Viereck. Von den Kindern des Paars überlebten ein Sohn und eine Tochter.
- Friedrich Wilhelm Gottfried (* 23. August 1740; † 1772), Erbherr auf Groß- und Klein-Behnitz sowie auf Jerchel, Domherr von Havelberg ⚭ 1760 Auguste Luise von Eickstedt (* 7. November 1749; † 10. Juli 1821) aus Schanderberg in Jütland.[3]
- Charlotte Amalie Elisabeth (* 9. September 1742; † 1801) ⚭ Johann Christoph von Woellner (1732–1800)